# Nuutinen vs. Finlanda
Cauza Nuutinen vs. Finlanda (petiția numărul 32842/1996, hotărârea din 27 iunie 2000) reprezintă o cazuistică a Curții Europene a Drepturilor Omului. În acest caz instanța a tratat articolul 6 (desfășurarea proceselor într-un termen rezonabil) cât și articolul 8 (Dreptul la respectarea vieții private și de familie).
Reclamantul, cetățeanul finlandez Pekka Nuutinen, este tatăl unui copil născut în 1992; relația reclamantului cu mama copilului s-a terminat în mod conflictual încă din timpul sarcinii, reclamantul fiind și inchis pentru amenințări și atacuri asupra mamei copilului său iar copilul născându-se în timpul detenției tatălui său. Deși după executarea sentinței privative de libertate reclamantul a încercat să-și recunoască legal copilul, mama sa s-a opus, citând caracterul violent al acestuia și multiplele sale antecedente penale; de asemenea mama copilului s-a opus la orice formă de legături dintre copil și tatăl său.
în 1995 instanța finlandeză a acordat costodia copilului doar mamei iar tatăl a primit un program de vizitare de două ore la fiecare două luni, program la care mama copilului s-a opus, citând temeri atât pentru siguranța copilului cât și pentru a sa; în 1996 au început noi procese, atât din partea mamei pentru a revoca dreptul de vizitare al tatălui cât și din partea reclamantului pentru a i se extinde acest drept, procese ce au durat până în 1999.
Reclamantul s-a plâns atât de durata excesiv de lungă a procedurilor legale (încălcare a articolului 6) cât și de lipsa de implicare a autorităților statului în a-l ajuta să-și cunoască copilul, el nereușind niciodată să-și vadă copilul (încălcare a articolului 8).

## Concluzii
Instanța a hotărât că a existat într-adevăr o violare a articolului 6 prin durata excesiv de lungă a procedurilor în diversele instanțe naționale; este vorba de doi ani pentru acordarea dreptului la vizită și de alți cinci ani până la revocarea acestui drept în care reclamantul nu s-a putut bucura de el și în fapt nu și-a văzut niciodată copilul.
în ceea ce privește articolul 8, Curtea a hotarât că statul finlandez a făcut demersuri rezonabile pentru a-i facilita reclamantului contactul cu copilul său; în plus s-a considerat că nu ar fi în interesul superior al copilului să fie adus forțat la astfel de contacte; prin urmare s-a hotarât că nu a existat o încălcare a articolului acesta.
Reclamantul a primit douăzeci de mii de mărci finlandeze (circa patru mii de euro) drept daune morale.